# Betičasta prašnica
Betičasta prašnica (znanstveno ime Lycoperdon perlatum) je gliva iz rodu prašnic (Lycoperdon).

## Značilnosti
Trosnjak je kijaste ali hruškaste oblike in je visok od 3 do 7 cm in ima v premeru od 2 do 4 cm. Vrh je zaobljen ali grbast. Pokrit je z bradavičastimi bodicami. Sprva je celotna goba bela, ko dozori postane oker ali rjave barve ter postane plešasta. Bodice se ob dotiku zlahka odlomijo in pustijo okrogle lise. Ko dozori se njegova celotna notranjost spremeni v ogromno število trosov, vrh poči in skozi nastalo luknjico se pod vplivom dežja ali dotika živali sproščajo trosi. Že dežne kapljice s premerom le 1 mm zadoščajo za izbruh trosov v katerem se sprosti do 1 milijon trosov.

## Razširjenost in življenjski prostor
Zelo pogosta in svetovljanska vrsta, ki se pojavlja skoraj po vsem svetu, najdena je bila celo v subarktičnih regijah Grenlandije in v subalpskih regijah Islandije.
Je gniloživka in raste na tleh v gozdovih in goščavah. Včasih tudi na trhlih štorih. Pojavlja se od poletja do jeseni, posamično ali v skupinah.

## Mikroskopske značilnosti
Trosna odtis je olivne barve. Trosi so okrogli, bodičasti in merijo 3–4,5 μm.

## Podobne vrste
- visoka prašnica (Lycoperdon excipuliforme)
- jajčasta prašnica (Lycoperdon marginatum)
- hruškasta prašničarka (Apioperdon pyriforme)
- ježasta prašnica (Lycoperdon echinatum)
- travniška prašnica (Lycoperdon pratense)
- smrdeča prašnica (Lycoperdon nigrescens)
- navadna trdokožnica (Scleroderma citrinum)

## Uporabnost
Velja za dobro užitno gobo dokler je notranjost (gleba) še homogena in bele barve. Nekoč so jo zaradi njene teksture in okusa imenovali sladki kruh revežev". Razrezane prašnice se lahko ocvre v testu ali jajcu in drobtinah ali pa se jih uporabi v juhah kot nadomestek za cmoke. Že leta 1861 jih je Elias Fries priporočal posušene in postrežene s soljo, poprom in oljem.
Ko dozorijo postanejo neužitne: gleba postane rumena in se nato razvije v maso praškastih olivnozelenih trosov, ki imajo veliko mikroskopskih bodic in lahko pri vdihavanju povzročijo hudo draženje pljuč (likoperdonoza).
Študije bioakumulacije so pokazale, da kopiči težke kovine in selen, ki so prisotni v tleh, in se lahko uporablja kot indikatorska vrsta. Eksperimentalno je bila dokazana tudi njena sposobnost vezave živosrebrovih ionov iz vodnih raztopin in preiskuje se njegova primernost v zvezi s tem za čiščenje vode in odplak, onesnaženih z živim srebrom.